# Neothyris westpacifica
Neothyris westpacifica är en armfotingsart som beskrevs av Zezina 200. Neothyris westpacifica ingår i släktet Neothyris och familjen Terebratellidae. Inga underarter finns listade i Catalogue of Life.